# Станіслав Пияс
Станіслав Влодзимеж Пияс (пол. Stanisław Włodzimierz Pyjas; 4 серпня 1953, Ґільовиці — 7 травня 1977, Краків) — польський дисидент, опозиційний студентський активіст, організатор допомоги варшавським і радомським страйкарям. Загинув за нез'ясованих обставин; існують версії побутового нещасного випадку та політичного вбивства. Смерть Станіслава Пияса стимулювала зростання та радикалізацію антикомуністичної опозиції у ПНР.

## Активіст студентської опозиції
Народився у сільській родині з гміни Ґільовиці. Батько Станіслава був офіцером прикордонних військ, мати працювала вчителькою. Закінчивши школу у Живці, Станіслав Пияс переїхав до Кракова. Вступив до Ягеллонського університету. Вивчав польську філологію та філософію. Ідейно та політично був противником урядущої компартії ПОРП. Разом із Броніславом Вільдштейном і Леславом Малешкою організував у 1975 році групу студентів-анархістів.
Влітку 1976 року піднявся страйковий рух на заводах Варшави та Радома. Виступи були придушені владою ПНР, міліцейські підрозділи ЗОМО відзначилися великою жорстокістю. Представники дисидентської інтелігенції створили Комітет захисту робітників (КОС-КОР). Ця ініціатива зустріла помітну підтримку громадськості, зокрема студентської. Станіслав Пияс приєднався до неї, брав участь у протестах, збирав пожертвування та підписи під зверненням до сейму ПНР. За ним було встановлено спостереження Служби безпеки (СБ). Оперативна розробка під кодовою назвою «Оптимисти» та щільне стеження велися понад рік. Але при цьому Пияс не був широко відомий у країні. Його діяльність проходила у нечисленній спільноті краківських опозиційних студентів.
У травні польські студенти провели фестиваль Ювеналія. П'ятивікова традиція зародилася саме у Кракові. У 1977 році влада чекала студентських заворушень зі Станіславом Пиясом як організатором. Держбезпека провела проти нього дискредитаційну акцію: студенти отримували анонімні листи, автори яких називали Пияса «агентом СБ», з метою посіяти взаємну недовіру та зруйнувати студентський актив зсередини. Таке звинувачення виглядало абсурдом, викликало обурення та заяву до прокуратури про наклеп. Через багато років, у 2001 році, з'ясувалося, що кваліфікованим та високооплачуваним інформатором СБ був Леслав Малешка. Він не лише докладно повідомляв про діяльність опозиційних студентів, зокрема Пияса, а й пропонував більш жорсткі переслідування.

## Смерть і наслідки
7 травня 1977 року 23-річного Станіслава Пияса знайшли мертвим біля своєї квартири (вулиця Шевська, 7, краківське Старе місто). Слідство визначило причиною смерті нещасний випадок — падіння зі сходів у стані алкогольного сп'яніння. Медичний висновок підписав відомий судмедексперт професор Здзіслав Марек.
Офіційна версія одразу викликала сумніви. Пияс не був схильний до алкоголізму. Його окуляри якимось чином опинилися у підвальному приміщенні. Броніслав Вільдштейн стверджував, що побував у морзі та бачив сліди жорстокого побиття. Міліція вела розслідування вельми формально, натомість СБ тримала на особливому контролі (серед кураторів був начальник 4-го відділу Слідчого бюро МВС майор Пудиш). Версія сп'яніння та падіння приймалася як апріорна. Згодом з'ясувалося, що саме так орієнтував слідство заступник міністра внутрішніх справ і керівник СБ генерал Стахура.
Діяльність Пияса, формальність розслідування та очевидне прагнення влади швидше «закрити питання», майже неприховане стеження СБ за товаришами загиблого сприяли впевненості багатьох студентів у політичному вбивстві. Ім'я Станіслава Пияса ставало відомим у країні. Наростало обурення придушенням опозиції й інакомислення. 15 травня студентські активісти провели жалобний «Чорний марш» і закликали бойкотувати урочистості. Увечері на стихійному мітингу у Вавелі оголосили про створення першого у країни Студентського комітету солідарності. Серед організаторів були Броніслав Вільдштейн, Ева Кулик, майбутній міністр оборони Польщі Богдан Кліх, майбутній міністр фінансів Мар'ян Банась, майбутня відома актриса Ельжбета Маєвська.
Смерть Станіслава Пияса стимулювала консолідацію та радикалізацію польської антикомуністичної молоді. Через два з половиною роки члени СКС активно приєдналися до Солідарності.

## Розслідування

### Версія вбивства
Після усунення від влади ПОРП і перетворення ПНР на Третю Річ Посполиту відновилося розслідування смерті Станіслава Пияса. Професор Марек визнав, що сам не проводив експертизи, а лише підписав висновок, отриманий від СБ (після чого був позбавлений кафедри та підданий суспільній обструкції). У 1991 році прокуратура Кракова офіційно зробила висновок: смерть настала внаслідок побиття.
Підозра впала на спортсмена-боксера та побутового карного злочинця Мар'яна Венцлевича. Він був членом боксерського клубу «Wisła», де перебували офіцери МВС. Від міліції та держбезпеки Венцлевич отримував замовлення на побиття. Незадовго до загибелі Пияса він говорив приятелям, що скоро отримає 100 доларів (на той час велика сума для мешканця ПНР), а згодом скаржився, що не отримав обіцяної винагороди.
Але на час повторного розслідування Венцлевича давно не був живим. Його труп виявили ще у жовтні 1977 року. За офіційною версією правоохоронних органів ПНР, він також «упав зі сходів». Дещо раніше загинув студент Станіслав Петрашко — останній, хто бачив Пияса живим. За офіційною версією, Петрашко «утопився в озері». В опозиційній діяльності Петрашко не брав участі, але дав свідчення у прокуратурі: описав прикмети невідомого, який йшов за Пиясом. Він підтвердив також, що Пияс випив того вечора два-три кухлі пива — цього достатньо для виявлення алкоголю при розтині, але недостатньо для стану, в якому можна впасти та розбитися на смерть.
За версією прокурорського розслідування, Венцлевич отримав завдання побити Пияса для залякування опозиції. Про вбивство не йшлося. Але від сильного удару Пияс справді впав зі сходів й отримав травму, несумісну з життям. Побачивши це, вбивця підкинув студентський рюкзак Пияса до дверей квартири його знайомої дівчини (яка жила у тому ж будинку, але у той день не бачилася з ним) — імітація сварки, що призвела до нервового зриву та нещасного випадку. Через перебір Венцлевичу не виплатили грошей. Розмови, які карний злочинець після цього вів зі знайомими, спонукали СБ жорстко замести сліди й усунути його.
Існують також припущення, ніби Пияс розпізнав Малешку як інформатора, і СБ поспішила ліквідувати джерело небезпеки для цінного агента. Але ця версія носить переважно художній характер і юридично не розглядалася.
Таємні вбивства та побиття практикувалися у політиці ПНР (і навіть раніше, у Другій Речі Політій). Існував спеціальний термін nieznani sprawcy (невідомі злочинці), які здійснюють подібні напади. Ці дії однозначно пов'язувалися з СБ. Відбувалися вони і за відносно «ліберального» правління Едварда Герека, особливо після червневих протестів 1976 року. Відомі приклади побиття ксьондза Романа Котляжа (1976, Радом), загибелі профспілкового активіста Тадеуша Щепаньського (1980, Гданськ). Але у конкретному випадку Станіслава Пияса залишалося незрозумілим, чому жертвою був обраний саме він (а не хтось із відомих членів КОС-КОР).

### Нез'ясовані обставини
Прямих доказів убивства Станіслава Пияса зібрано не було. Венцлевич не називав його імені та не уточнював, за що і від кого чекає винагорода. На час повторного розслідування був мертвий не тільки сам Венцлевич, але і його куратор з СБ. Прикмети невідомого, названі Петрашком, були досить розпливчасті. Свідків смерті Пияса не встановлено. Краківський прокурор Кшиштоф Урбаняк назвав версію вбивства найімовірнішою, але визнав, що юридично вона за давністю років залишається недоведена. У 1999 році розслідування припинили.
У тому ж 1999 році порушили справу про запобігання розслідуванню — приховування інформації про загибель Пияса, нав'язування сумнівної версії. Звинувачення пред'являлися чотирьом функціонерам МВС ПНР, зокрема Стахурі. Двоє з них були визнані винними й отримали умовні терміни (третій на той час не був живим, Стахура звільнений від суду за станом здоров'я).
У 2009 році розпочав своє розслідування Інститут національної пам'яті. За результатами ексгумації й експертизи передсмертне побиття Пияса знову стали вважати ймовірним, але не встановленим. Не вдалося і допитати останнього функціонера, що залишився в живих, мав відношення до справи — Збігнєва Пудиша, визнаного нездатним давати свідчення за станом здоров'я. Смерть Станіслава Пияса могла настати і внаслідок нападу, і без такого через нещасний випадок. Точне встановлення причин визнано неможливим.

## Пам'ять
За всієї неясності обставин загибелі Станіслав Пияс відомий у сучасній Польщі як учасник визвольного руху. Особливою пошаною оточений його образ у Незалежному союзі студентів. У 1994 році на стіні будинку № 7 на вулиці Шевською у Кракові встановлено меморіальний знак. 7 травня 2019 року, у 42-у річницю, на площі біля студентського будинку у Кракові відкрито пам'ятник Станіславу Пиясу.
Водночас смерть Станіслава Пияса залишається не тільки непоясненним, а й конфліктним питанням. Впливова «Газета Виборча», в якій до викриття працював Леслав Малешка, наполягає на версії нещасного випадку. Ветерани СКС зазвичай вважають, що Пияса вбили. У зв'язку з цим ведеться різка полеміка, висуваються взаємні звинувачення в інтригах і дезінформуванні громадськості.
Про долю Станіслава Пияса знято кілька фільмів, зокрема «Вуличні ігри» Кшиштофа Краузе та «Три приятелі» Анни Ференс та Еви Станкевич.
У 2006 році президент Польщі Лех Качинський посмертно нагородив Станіслава Пияса Командрським хрестом ордена Відродження Польщі. У 2019 році президент Інституту національної пам'яті Ярослав Шарек посмертно нагородив Пияса Хрестом Свободи та Солідарності.
Поховано Станіслава Пияса на батьківщині у Ґільовиці.